# いばらの償い
『いばらの償い』（いばらのつぐない）は、2000年1月31日から3月24日までMBS製作、TBS系列「ドラマ30」枠で放送された昼ドラマ。

## あらすじ
若夫婦の人生を描いたもので、支倉家が舞台。支倉家は父、母、娘の3人暮らし。とある日妊娠した母が階段から落ちて出生予定だった長男を流産してしまい、それに激怒した父が妻にひたすら暴力を振るうようになる。やがて矛先は娘に向き、妻が夫を刺し殺してしまい、妻は服役してしまう。娘は姑に引き取られ、母の出所後娘と再会した。しかし多くの困難が待ち構えていた。

## キャスト
- 市毛良枝
- 升毅
- 松田一沙
- 坂上二郎
- 淡路恵子
- 森川由加里
- 寉岡瑞希（つるおかみずき、松田一沙の少女時代役）

## スタッフ
- 原案・脚本：浅田聖林
- 脚本：横田理恵、国井桂
- 演出：萩原孝昭、山本実、松谷卓也
- 音楽：小宮氷十三
- 制作協力：松竹芸能
- 製作著作：毎日放送

## 主題歌
- 「地中海物語」
作詞:Fumiko Okada/作曲:Masakazu Osabe/編曲:西平彰/歌:W-trap